# Борок (Шептицький район)
Борок (у 1968—2019 — Бірки) — село в Шептицькому районі Львівської області. Населення становить 157 осіб.
У селі працює спиртзавод.
Поблизу села розташоване заповідне урочище місцевого значення Борок.

## Постаті
- Дихтяр Марія Володимирівна (1981—2024) — українська військовослужбовиця, капітан медичної служби, учасниця російсько-української війни.